# Kvarteret Blåmannen

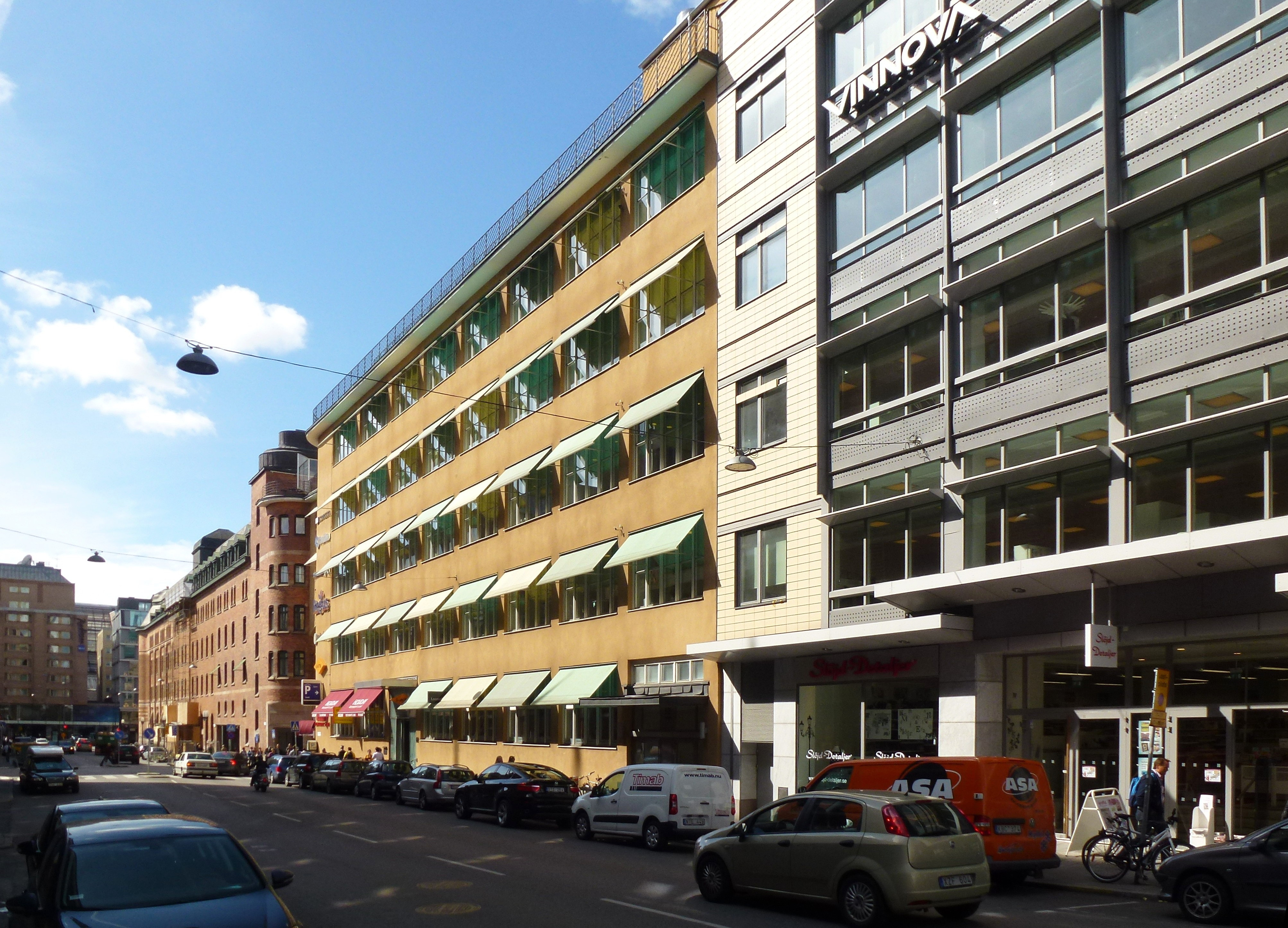
Kvarteret Blåmannen, vy från Mäster Samuelsgatan västerut, 2012.

Kvarteret Blåmannen är ett centralt beläget kvarter på Norrmalm i Stockholms innerstad. Blåmannen har ändrat storlek några gånger under tidens gång och begränsas idag (2020) av Bryggargatan i norr, Drottninggatan i öster, Mäster Samuelsgatan i söder och Vasagatan i väster. Tillsammans med grannkvarteret Lammet hör Blåmannen till de äldsta kvarteren som utsattes på Norrmalm när gaturegleringen började där 1637. I kvarteret finns några kulturhistoriskt värdefulla byggnader, bland dem Stockholms före detta Centralposthus.

## Kvarterets tillkomst och förändringar genom tiden

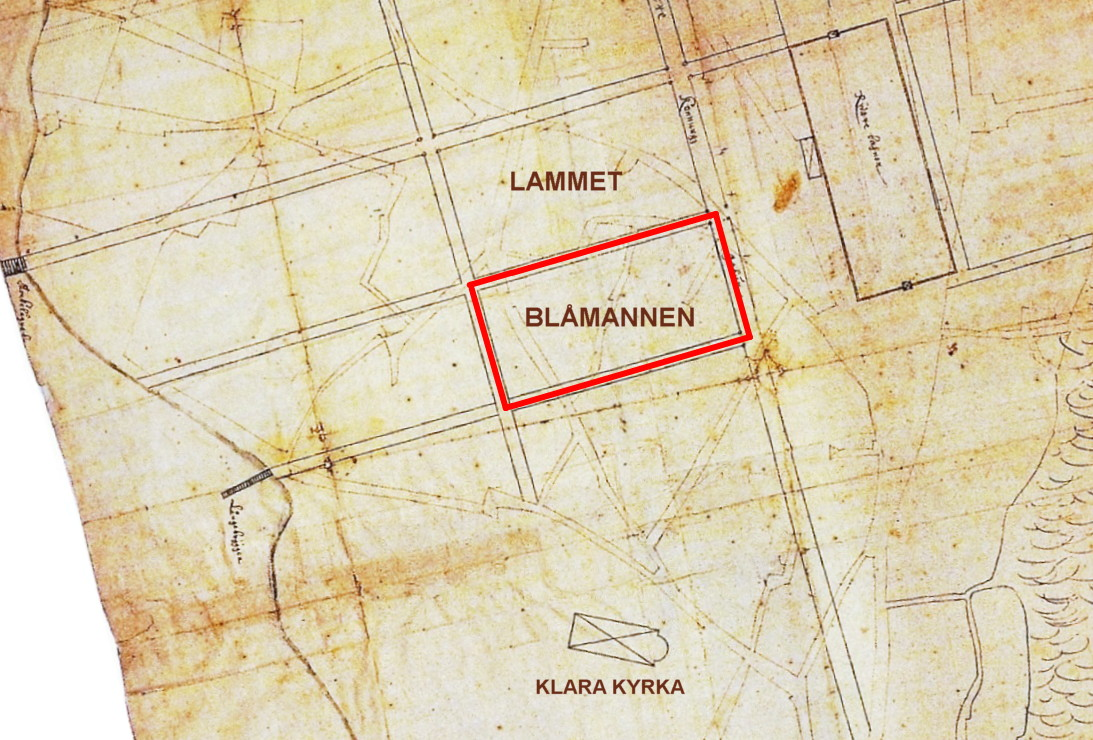
Utsättningsplan 1637, Blåmannens läge.

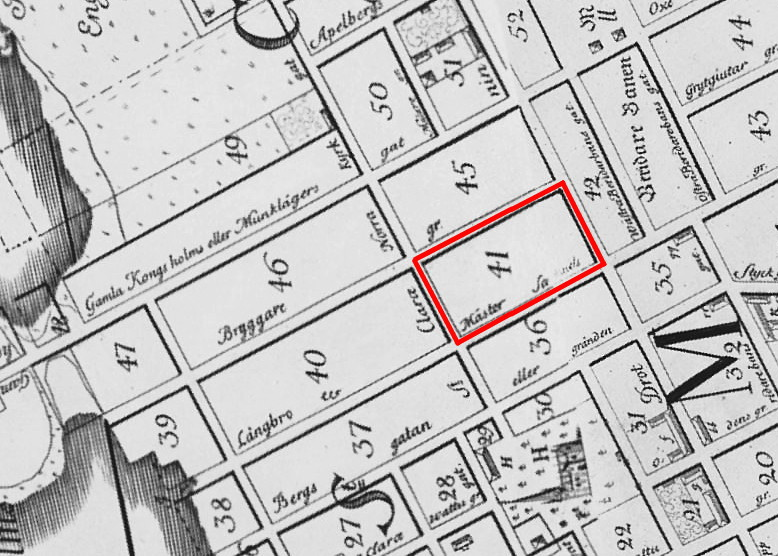
Kvarteret på Petrus Tillaeus karta 1733.

Redan 1637 finns det då namnlösa kvarteret utritat med sina slutgiltiga proportioner och mått på den rutnätsplan som utgör Stockholms äldsta gatureglering över Norrmalm. Innan dess fanns här ett virrvarr av oplanerade gator och oregelbundna kvarter. Åtminstone två vägar gick diagonalt över det utstakade kvarteret och en återvändsgränd är antydd på kartan från 1637.
Kvarteret låg intill stadsdelens viktiga färdväg: Stoore Konnungz gatun (dagens Drottninggatan) som norrut fortsatte i landsvägen mot Uppsala. På utsättningskartan från 1637 framgår även Mönstre platz (dagens Hötorget) och Rijade bahnan (Beridarebanan). På Petrus Tillaeus karta från 1733 anges kvarteret under St Claræ Forsamling med löpnummer 41: "Blåman".
Fram till 1910-talet bevarade Blåmannen sin ursprungliga storlek. Därefter slogs Blåmannen ihop med kvarteret Riddaren, grannkvarteret väster om Klara norra kyrkogata. På 1930-talet fick Blåmannen sin ursprungliga struktur tillbaka och före detta Riddaren kallades nu kvarteret Posthornet. På 1940-talet ändrades det tillbaka och kvarteret sträckte sig åter mellan Drottninggatan till Vasagatan.
I samband med Norrmalmsregleringen försvann flera historiska kvartersnamn från Stockholms kartor. Några blev en del av jättekvarteret Beridarebanan som omfattade stora delar av Nedre Norrmalm och några sammanfattades under Blåmannen. Till dessa hörde bland annat Gripen, Orgelpipan, Svalan, Duvan och Hägern. På 1990-talet fick de sina gamla kvartersbeteckningar tillbaka.
Kring sekelskiftet 1900 omfattade Blåmannen 14 fastigheter, idag är de sammanslagna till en enda fastighet, Blåmannen 20 (även känd som Klara Zenit). Före detta kvarteret Riddaren, ursprungligen med tio fastigheter, motsvaras idag av Blåmannen 21 (mera känd som Centralposthuset).

Kvarteret genom tiden
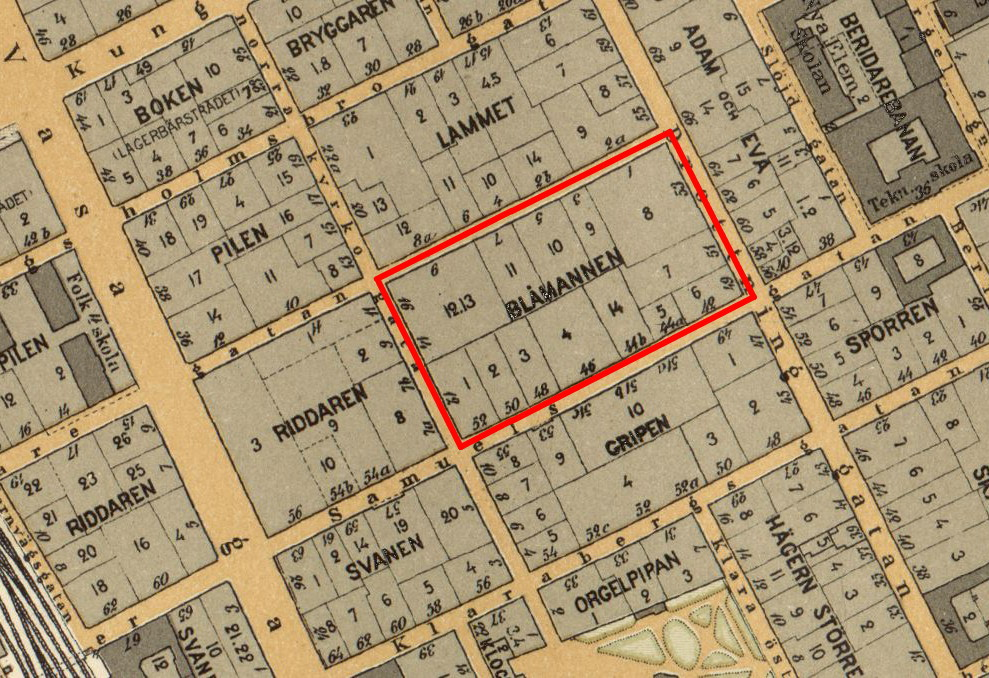
1899.
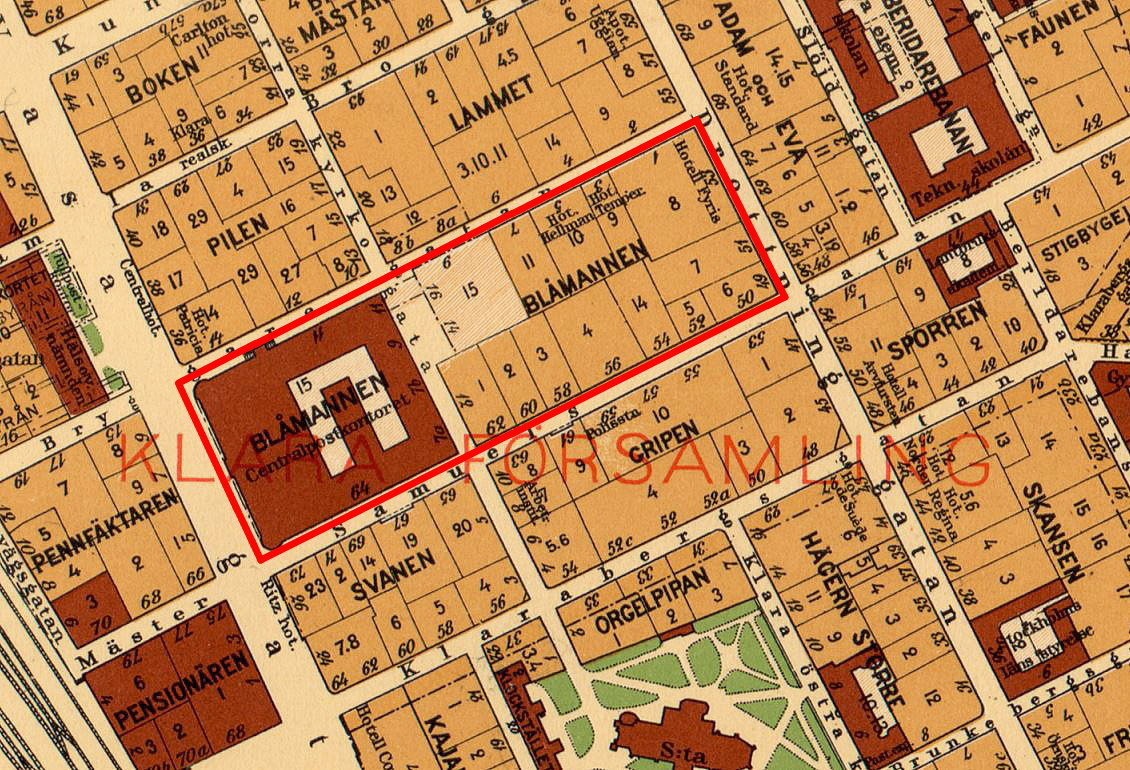
1928.
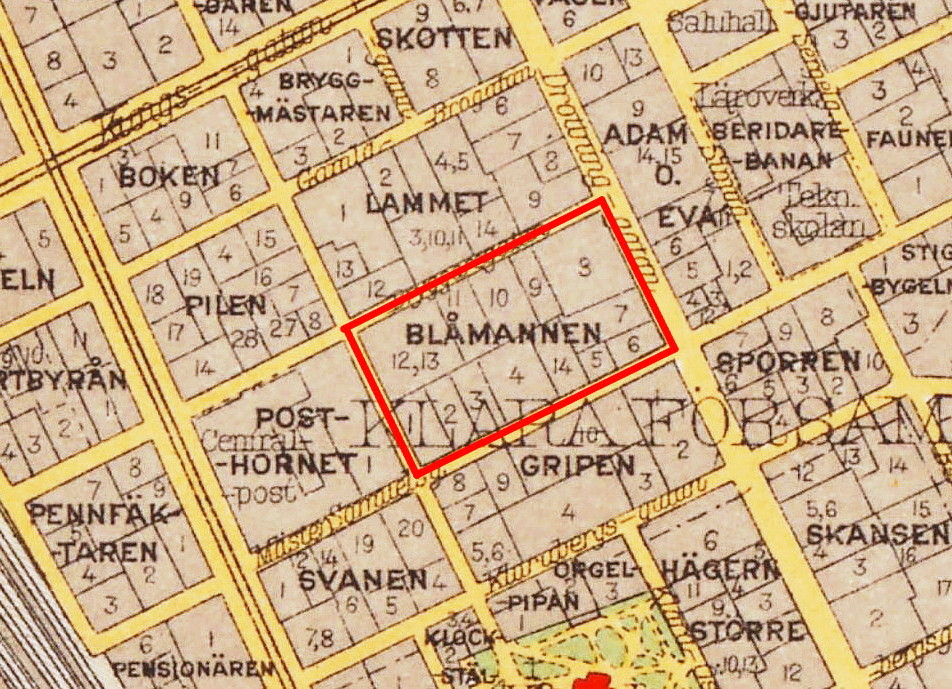
1934.
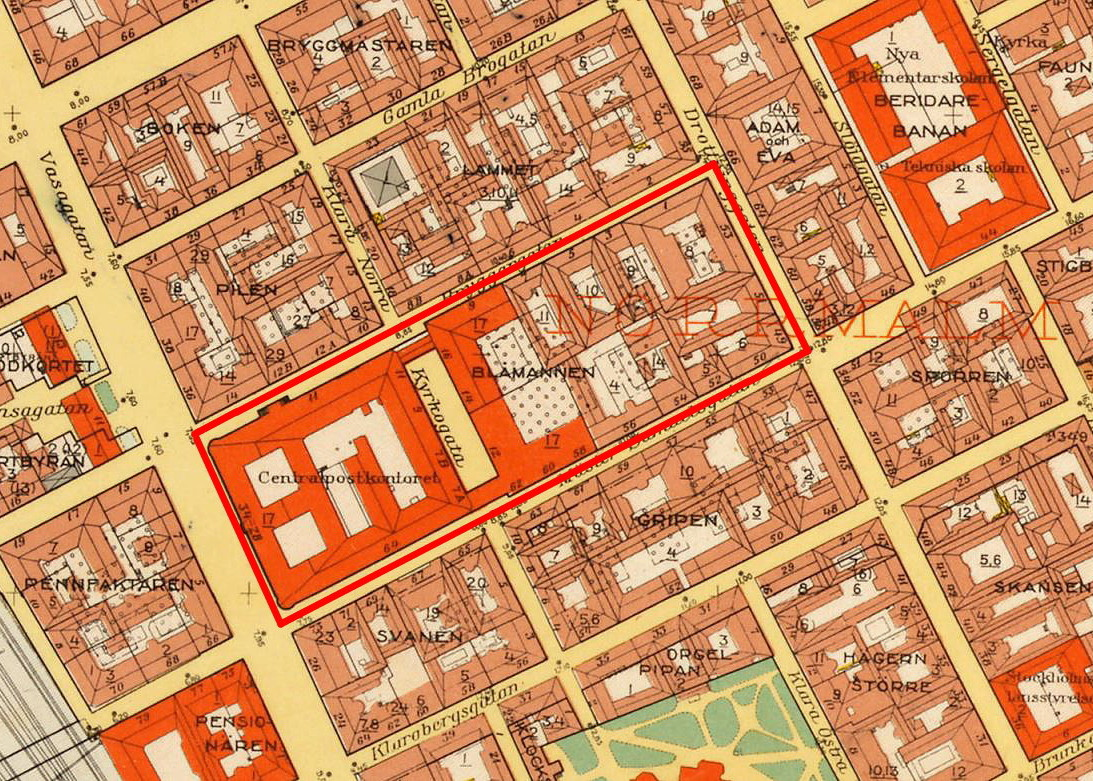
1940.

## Namnet
Namnet Blåmannen är belagt i tomtböcker redan år 1648. Det finns olika uppfattningar om namnets uppkomst. En teori, som stöds av Björn Hasselblad (Stockholmskvarter: vad kvartersnamnen berättar) är att namnet härrör från beteckningen blåman som är ett gammalt svenskt ord för afrikan (i äldre svenska kunde ”blå” även betyda svart). Det skulle kunna passa ihop med en exotisk namnsättning av kvarter på Norrmalm, där även Elefanten, Tigern, Björnen,  Lejonet och Sköldpaddan ingår.
Undersökningar som Lantmäterimyndigheten har gjort visar att kvarteret istället kan ha fått sitt namn efter en kamrer som hette Blåman i efternamn. Troligen var denne identisk med Göran Blomhielm, som hette Göran Blåman före adlandet 1705 och var enligt tomtböcker från 1680 bosatt i kvarteret Pilträdet på Kungsholmen. Han var känd för sitt samarbete med Erik Dahlbergh vid skapandet av Sueciaverket. Mot detta talar att Blomhielm (född omkring 1635) var cirka 13 år gammal när kvartersnamnet omnämns 1648. Han var bondson från Västergötland och hade inte heller någon far eller farfar med anknytning till kvarteret.

## Historisk bebyggelse (urval)

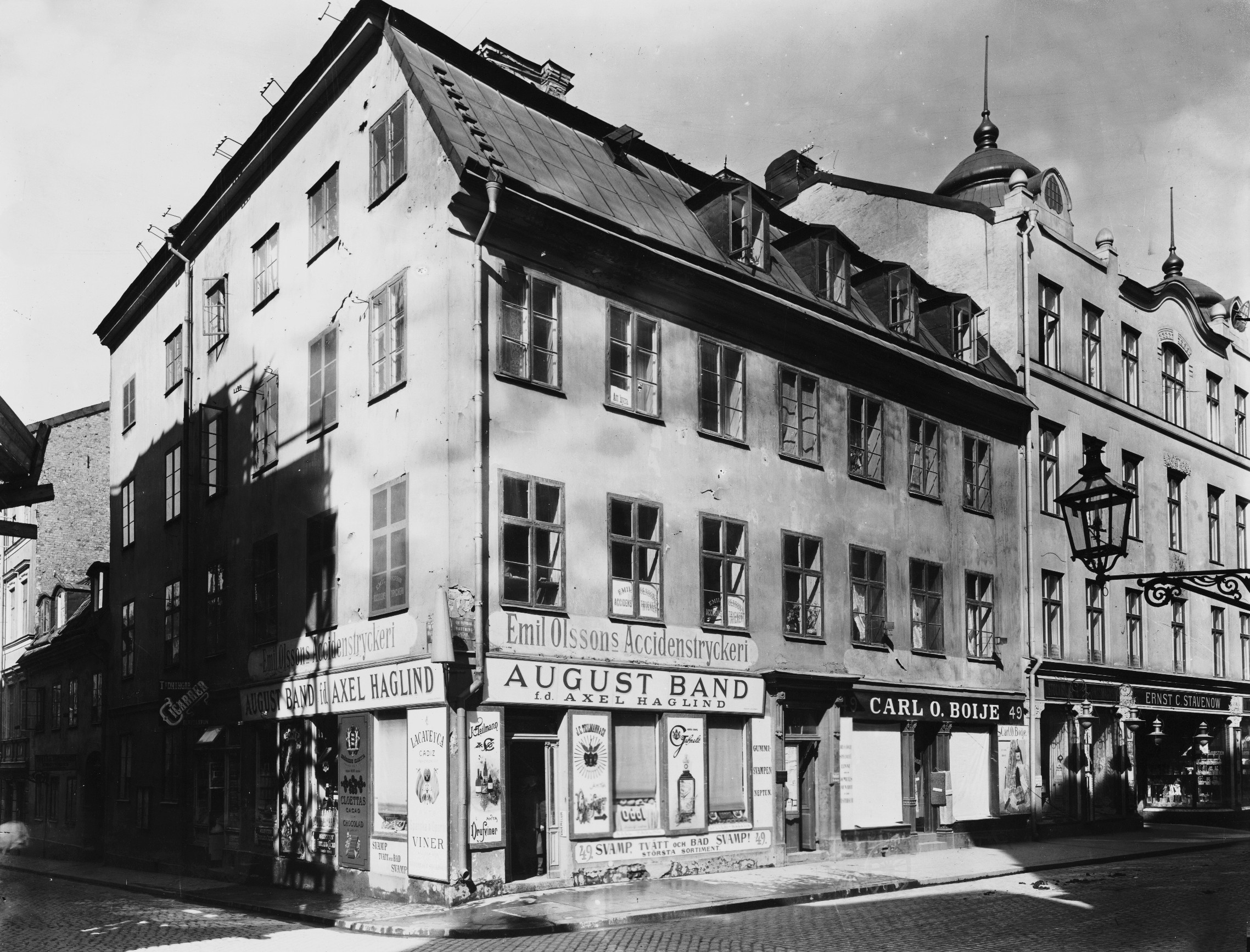
Hörnet Drottninggatan 49 / Mäster Samuelsgatan 50, 1908.

- Blåmannen 6 (Drottninggatan 49 / Mäster Samuelsgatan 50): Byggnaden uppfördes 1931 i funktionalistisk stil efter ritningar av arkitekt Carl Åkerblad. Innan dess låg här ett borgarhus från 1751, byggt av kopparslagaren L. Jernström. Uppdragsgivare och fastighetsägare var bageriföretaget Westerdahl & Karsten. Fasaderna var putsade i grågrön kulör. Fönstren var ordnade i sammanhängande band och i bottenvåningen och första våningen fanns butiker med stora skyltfönster. På 1970-talet hade mattaffären Levin Östring sin affär på hörnan. Huset revs 1976.
- Blåmannen 7 (Drottninggatan 51): Ritat och uppfört 1904 av byggmästaren Andreas Gustaf Sällström och redan fyra år senare komplett omgestaltat av arkitektfirman Dorph & Höög. Mellan 1909 och 1918 låg biografen Tip-Top i en tidigare butikslokal i bottenvåningen. Salongen var 33 meter lång och bara 4,5 meter bred och hade 188 platser. Ägaren, John A. Bergendahl , visade främst västern-filmer vilket gav goda inkomster.[5] På 1970-talet fanns bland annat Franska Modesalongen och Svensk-Engelska skrädderiet i huset som revs 1976.
- Blåmannen 8 (Drottninggatan 53 / Bryggargatan 1): En av Blåmannens större fastigheter, som var bebyggd med ett bostads- och affärshus från 1897, ritat av arkitekt Adolf Emil Melander, ombyggt och moderniserat 1937 efter ritningar av Sven Markelius. I bottenvåningen och våning 1 trappa inrymdes på 1950-talet ett EPA-varuhus. Huset revs 1976.
- Blåmannen 9 (Bryggargatan 3): Uppfört 1755 av snickarmästaren Johan Fröman. 1857-1858 påbyggt med två våningar av murmästaren Nicolaus August Agrén och 1910 ombyggt till att inrymma bland annat en biograflokal under den överbyggda innergården. Biografen ersatte den äldre Central-Biografen som fanns i grannhuset (Bryggargatan 5). Den nya Central-Biografen hade 275 platser och existerade till 1928.[6] Huset revs i slutet av 1960-talet.
- Blåmannen 10 (Bryggargatan 5): På innergården låg Templarordens hus, ritat 1903 av arkitekt Erik Otto Ulrich. Templarordens festsal, belägen 1½ trappa upp, invigdes i december 1904. Den hade läktare och totalt 421 platser. Från 1905 inrymdes här Paris-Biograf-Teatern. 1908 ändrades namnet till Central-Biografen som lades ner 1910. På 1920-talet övertogs festsalen av Casinoteatern där Casinorevyn hade sina föreställningar mellan 1941 och 1961.[7] Gathuset uppfördes 1779 och inrymde efter 1904 Hotell Hellman. Det var här som poeten Dan Andersson omkom i en vätecyanid-förgiftning den 16 september 1920 där han befann sig för att söka arbete på tidningen Social-Demokraten. Båda byggnader revs i slutet av 1960-talet.

Historiska bilder
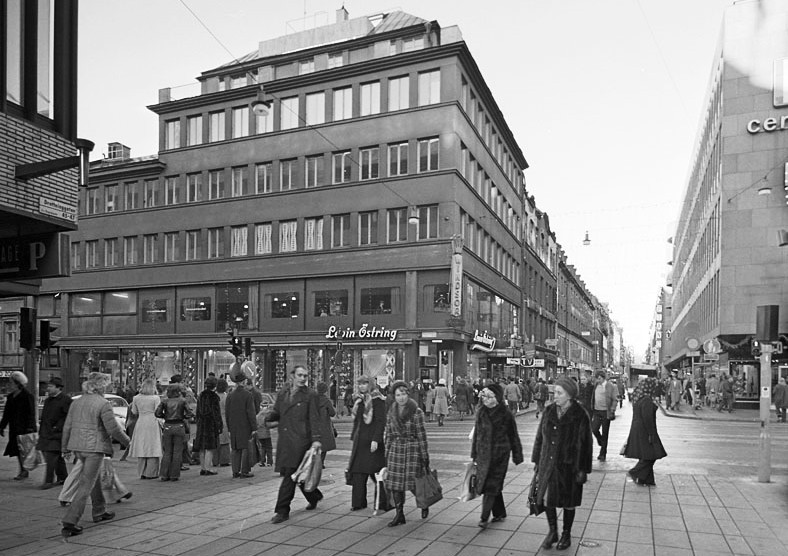
Drottninggatan 49 / Mäster Samuelsgatan 50, 1976.
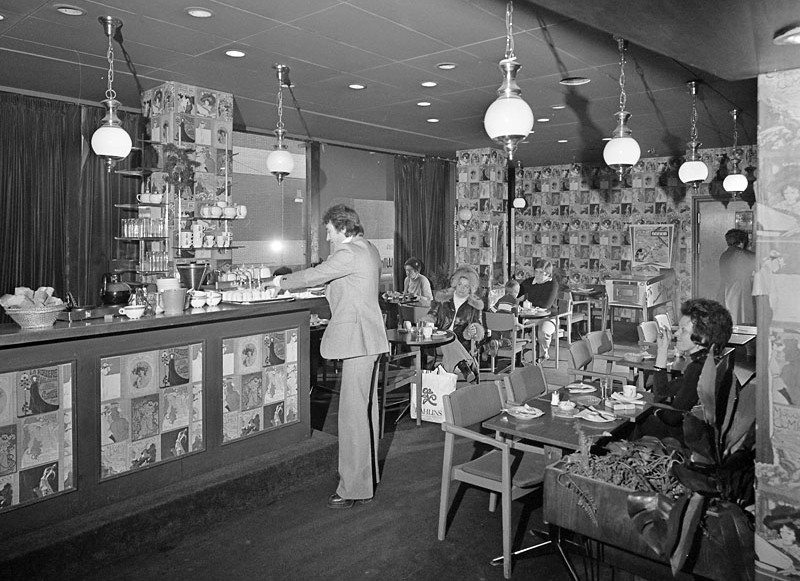
Drottninggatan 49, Kafé Windsor, 1976.
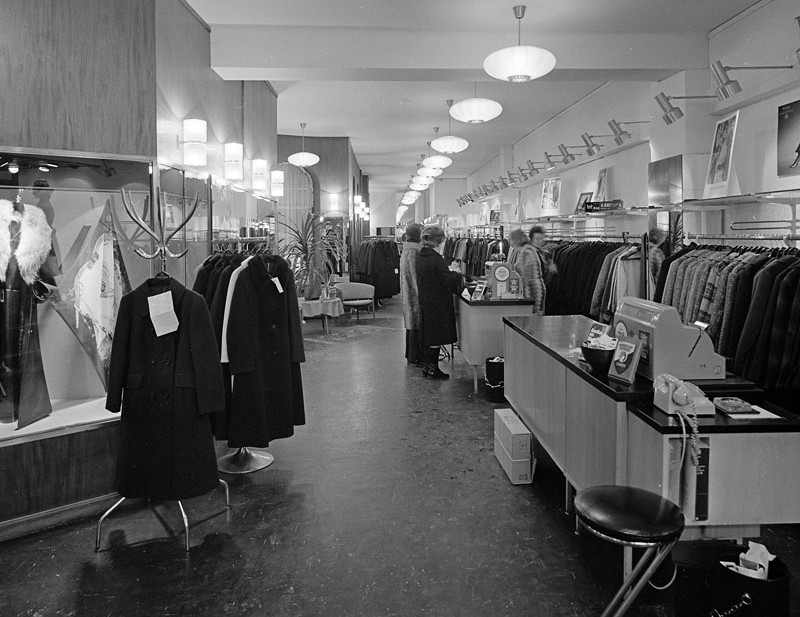
Drottninggatan 51, Svensk-Engelska Skrädderiet 1976.
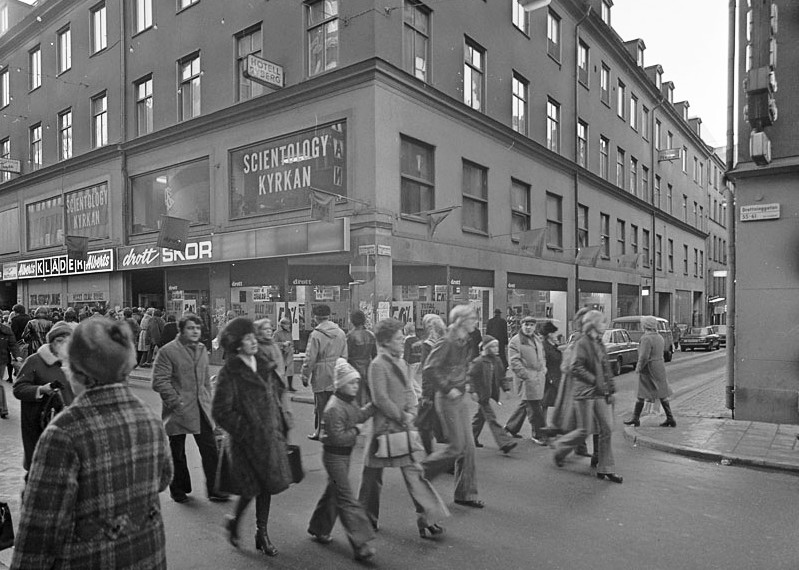
Drottninggatan 53 / Bryggargatan 1, 1976.

## Kulturhistoriskt värdefulla byggnader
Mest känt bland kvarterets byggnaderna är Stockholms Centralposthus som uppfördes mellan 1898 och 1915 efter ritningar av Ferdinand Boberg och upptar hela Blåmannen 21 (dåvarande Riddaren). Byggnaden är sedan 1935 ett lagskyddat byggnadsminne och blåmärkt av Stadsmuseet i Stockholm vilket innebär "att bebyggelsen bedöms ha synnerligen höga kulturhistoriska värden". Komplexet utvidgades 1939 österut med en tillbyggnad ritad av Erik Lallerstedt som sammanlänkades över Klara norra kyrkogata med Centralposthuset. Lallerstedts byggnad har en grönmärkning av Stadsmuseet som anser ”att den representerar ett högt kulturhistoriskt värde och är särskilt värdefull från historisk, kulturhistorisk, miljömässig eller konstnärlig synpunkt”.

## Kvarterets nuvarande byggnader och ägare

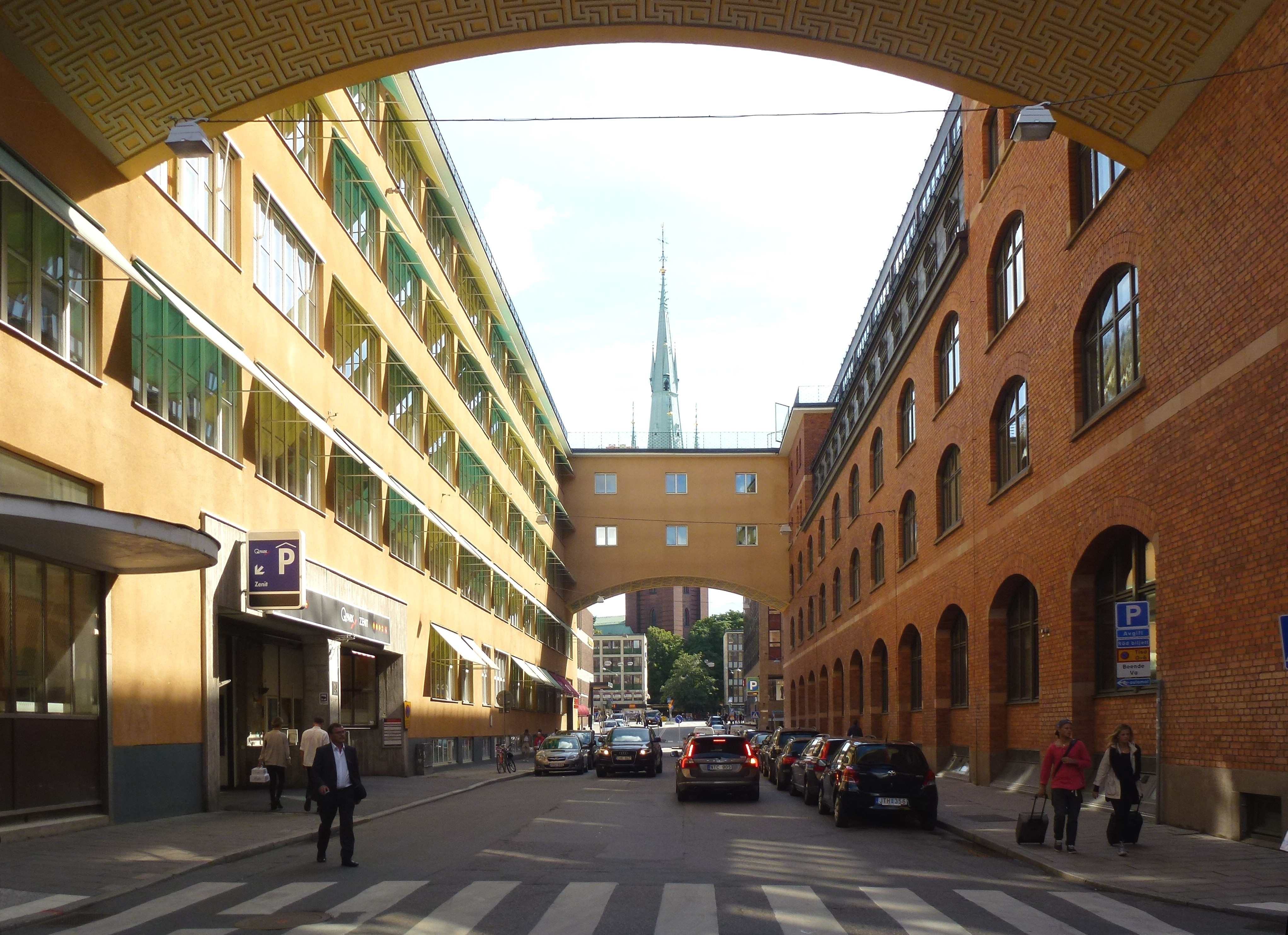
Blåmannen 20 till vänster och Blåmannen 21 till höger, Klara norra kyrkogata söderut, augusti 2012.

Den äldre bebyggelsen i Blåmannen 4, 10, 11 och 14 försvann under slutet av 1960-talet när Ancker-Gate-Lindegrens byggnaden för Postgirot restes åren 1968-1971. Fasaderna mot gatan var klädda med emaljplattor i olika bruna nyanser formgivna av konstnären Olle Nyman. I en nästa etapp försvann 1976 även bebyggelsen mot Drottninggatan (Blåmannen 5, 6, 7 och 8) och nuvarande kontorshus med butiker i bottenvåningen uppfördes för Postgirot, arkitekt Ancker-Gate-Lindegren.
Postgirot byggdes om 1999–2002 för ny användning med kontor, butikslokaler och bostadsradhus på taket ritade av arkitektkontoret Equator. Mellan 2002 och 2006 hade brittiska varuhuskedjan Debenhams en filial i byggnaden. Idag (2020) finns här bland annat butiker för H&M, Clas Ohlson, Kappahl, Intersport, Stadium och Indiska.
Blåmannen 20, som också går under namnet Klara Zenit, förvärvades år 2011 av Vasakronan för 4,35 miljarder kronor från tyska fonden Commerz Real. Fastigheten är en av Sveriges största. Den omfattar bland annat 70 000 kvadratmeter kontorsytor och består av tre sammanbyggda huskroppar från olika tider.
Blåmannen 21 (före detta Centralposthuset) köptes år 2004 av Statens fastighetsverk från Postens pensionsstiftelse. Hyresgästen är Regeringskansliet som tillträdde den 1 april 2008. Byggnaden fungerar som evakueringslokal för Regeringskansliet i samband med att deras ordinarie lokaler i Stockholms regeringskvarter renoveras. Husets säkerhet förstärktes innan flytten eftersom det numera är klassat som skyddsobjekt.

### Nutida bilder

Blåmannen 20 (Klara Zenit)
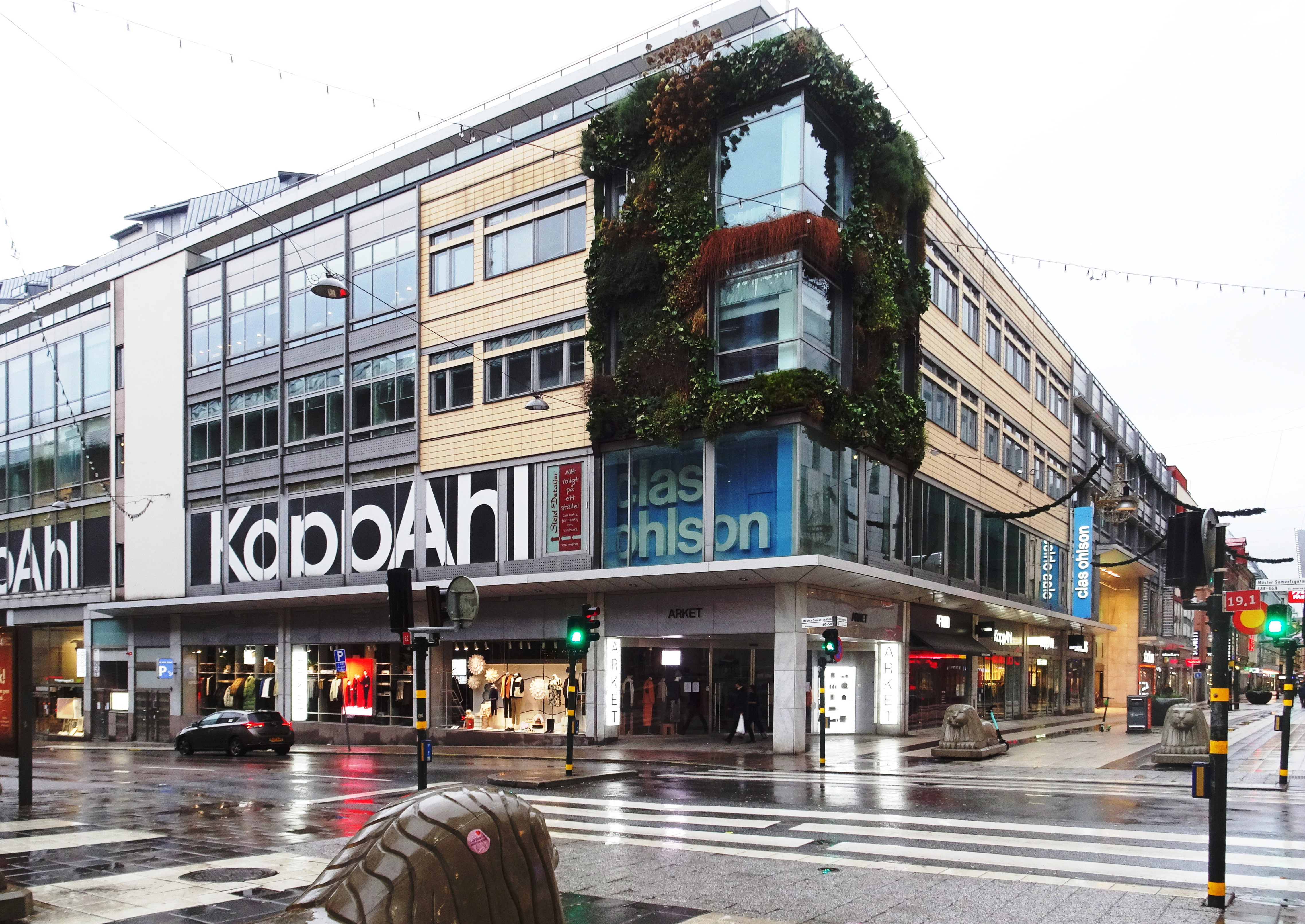
Drottninggatan 49 / Mäster Samuelsgatan 50.
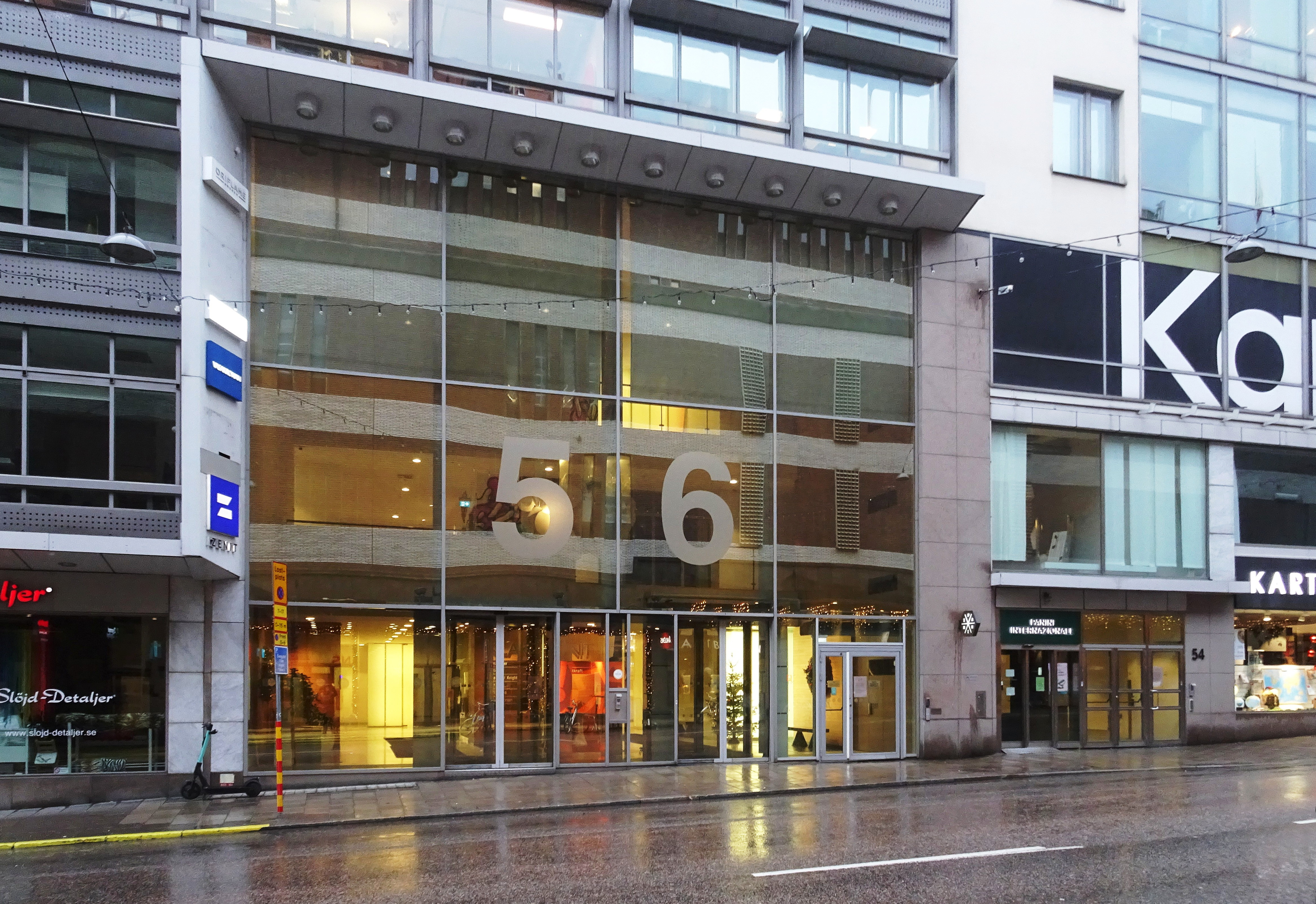
Mäster Samuelsgatan 56
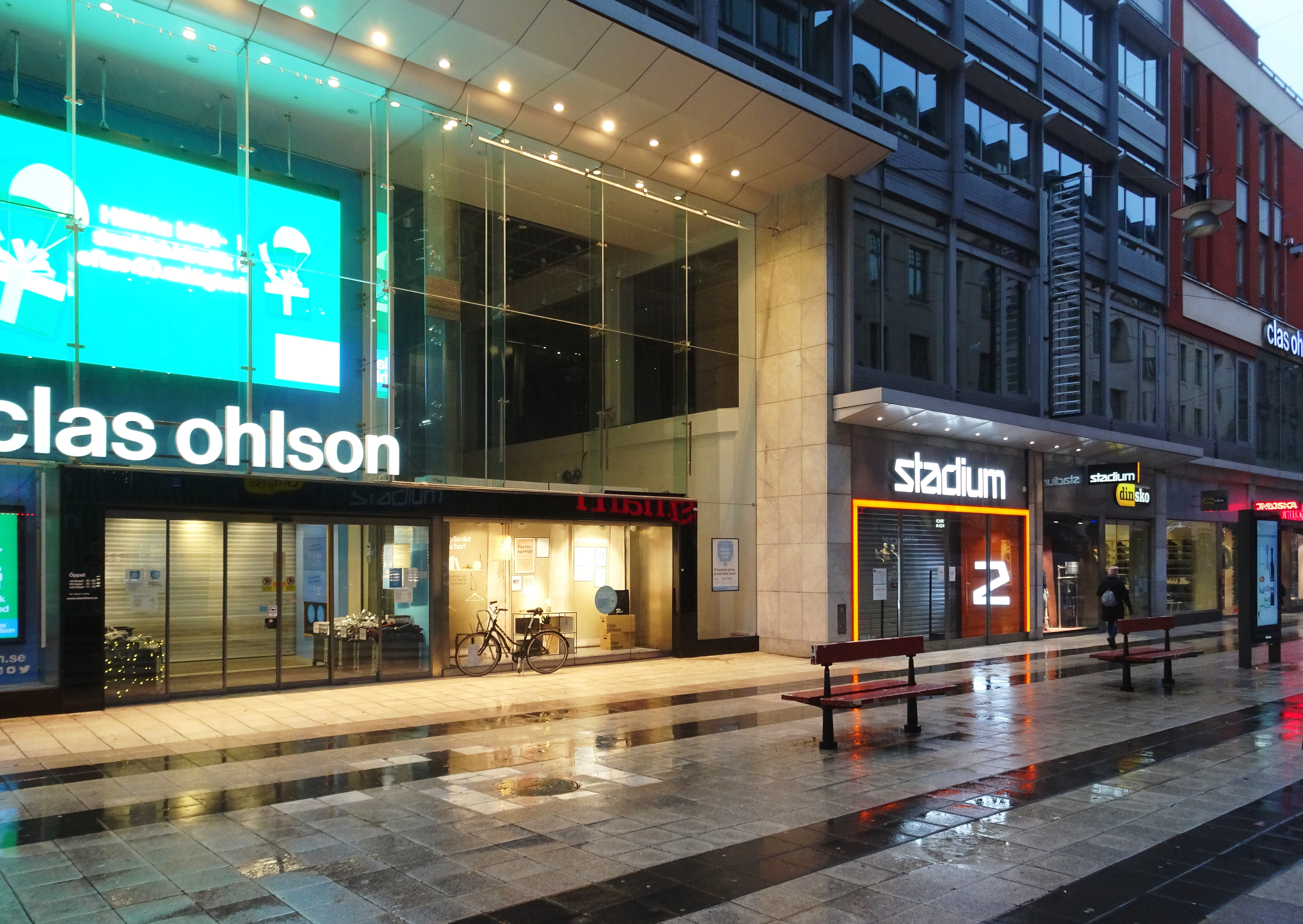
Drottninggatan 51-53.
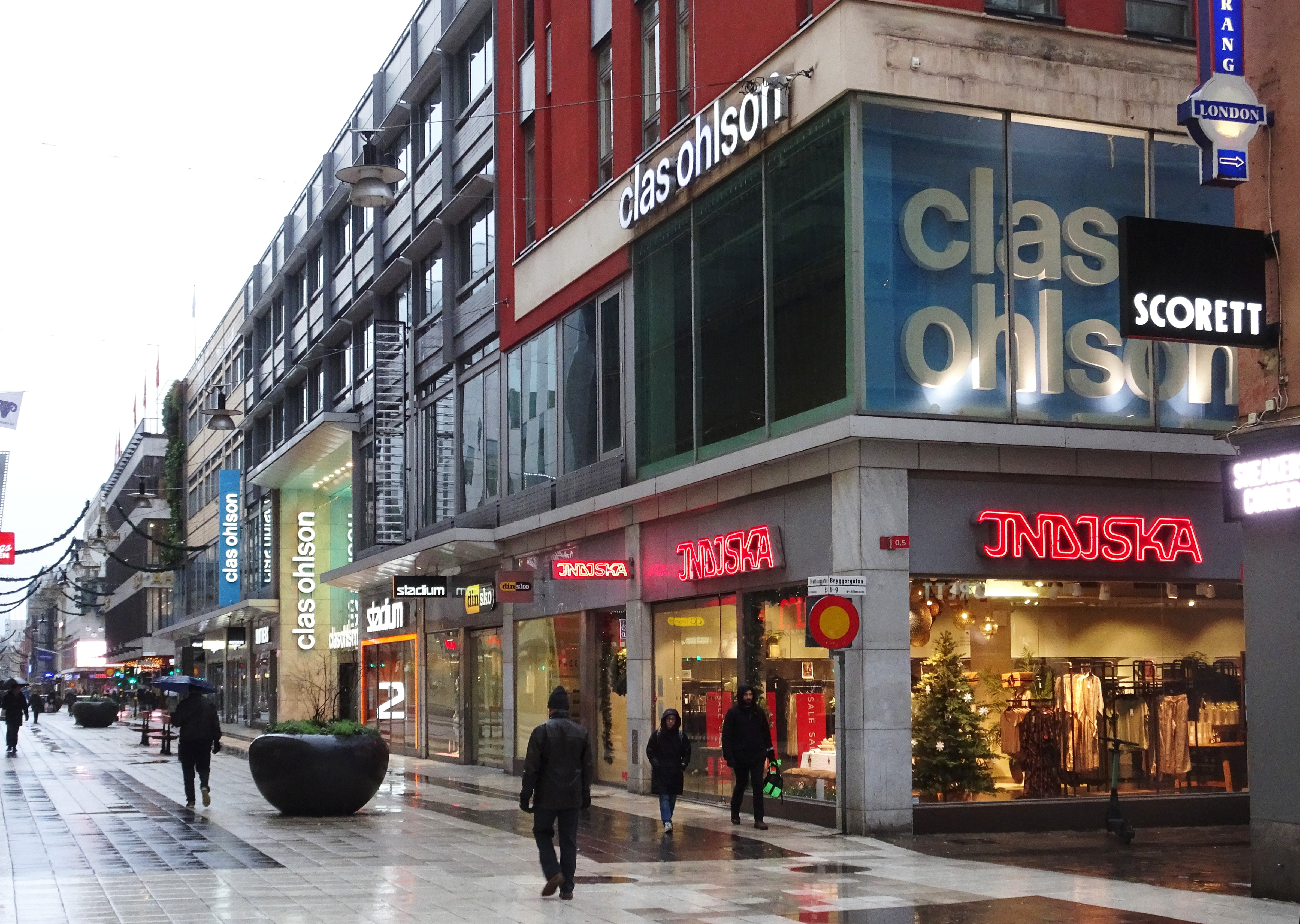
Drottninggatan 53 / Bryggargatan 1.

Blåmannen 21 (Centralposthuset)
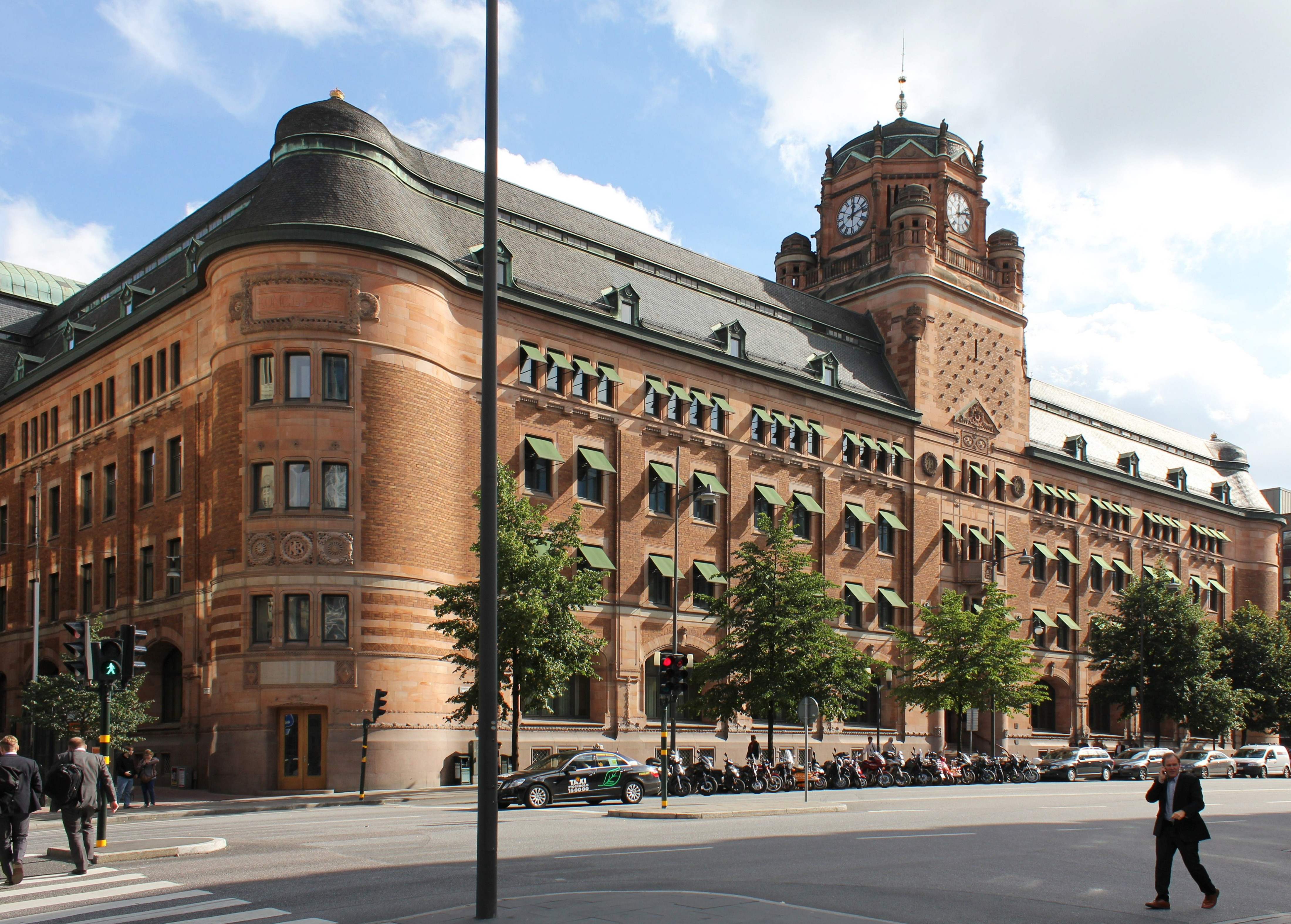
Vasagatan från nordväst.
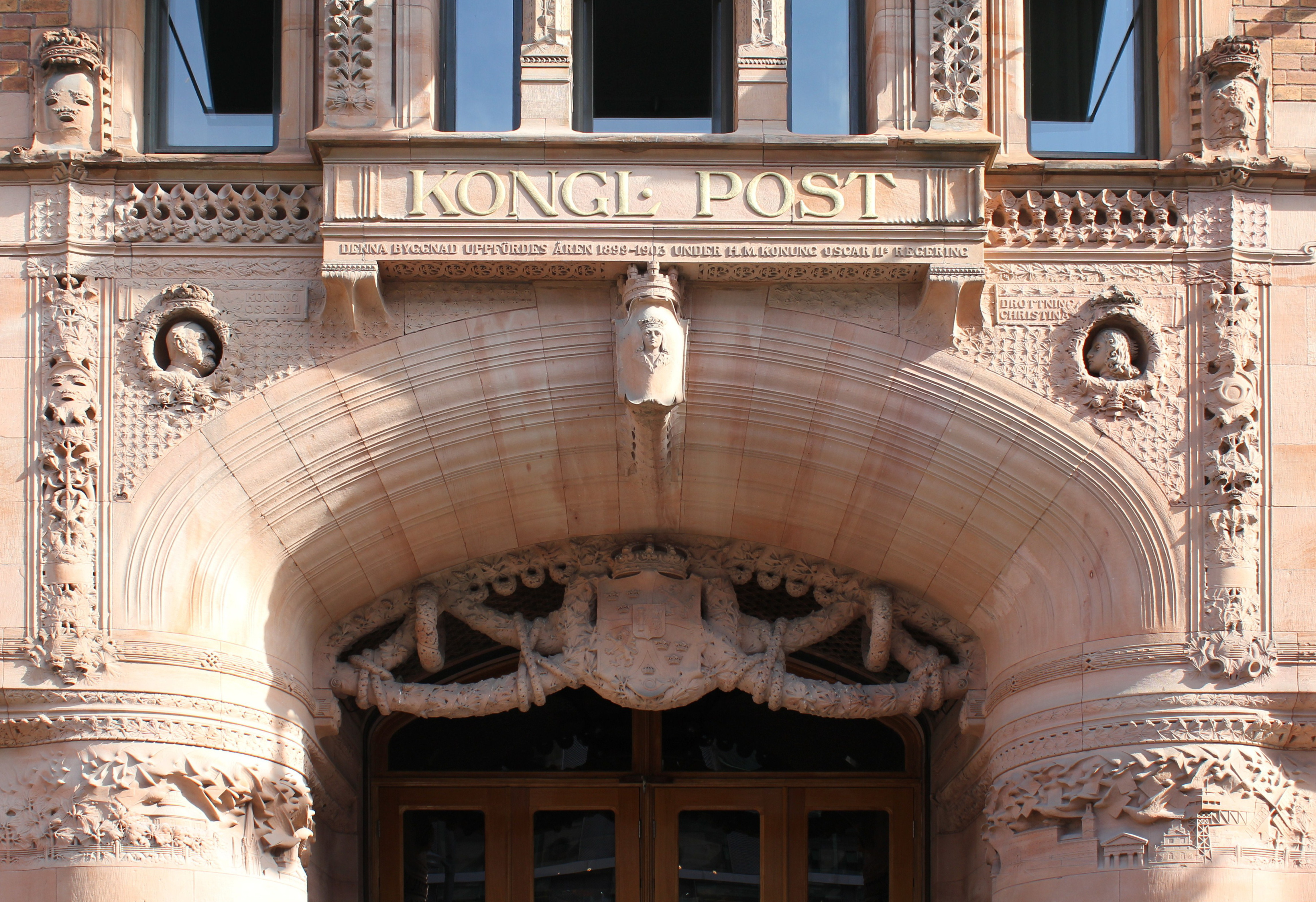
Huvudportalen mot Vasagatan.
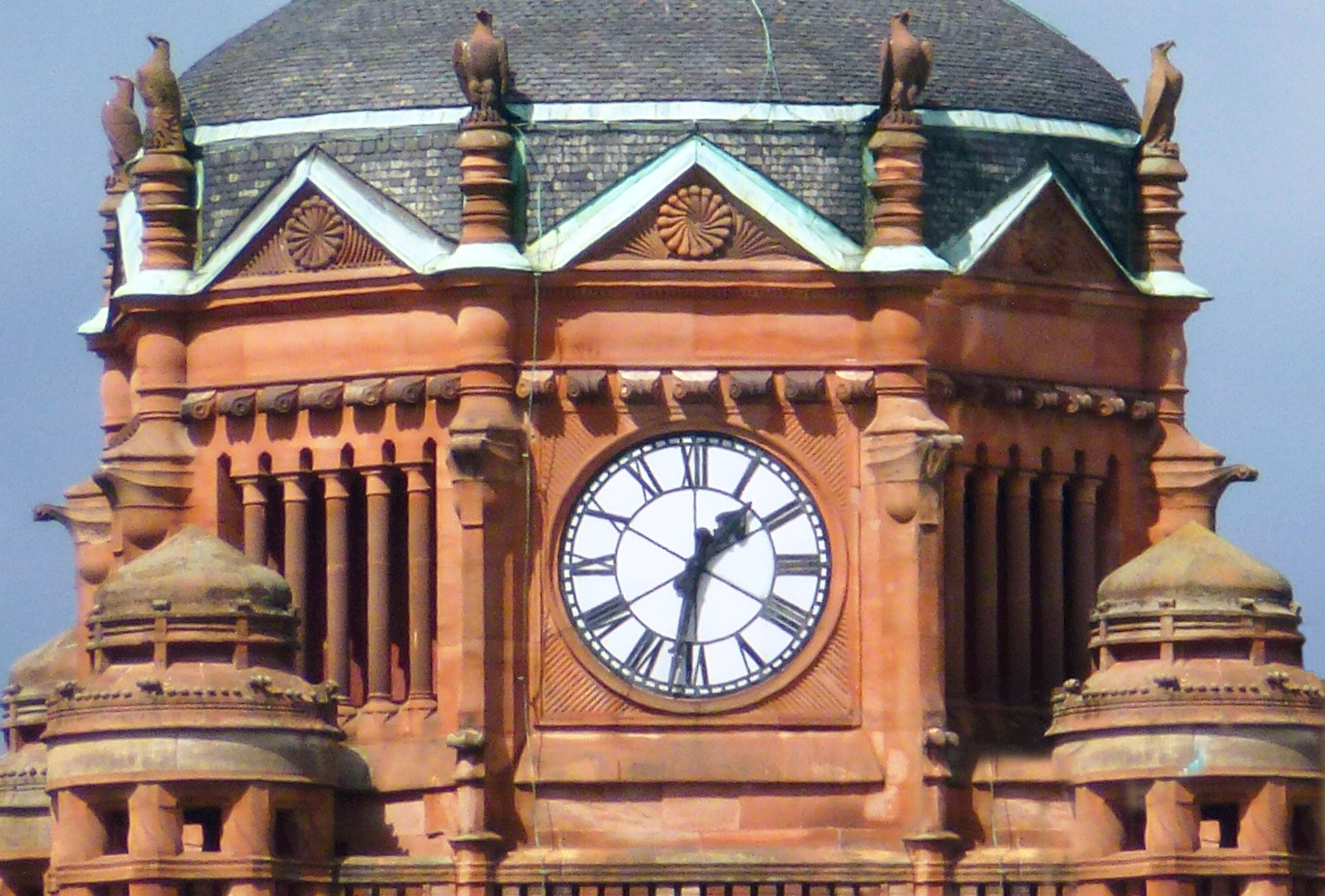
Centralposthusets torn och klocka.
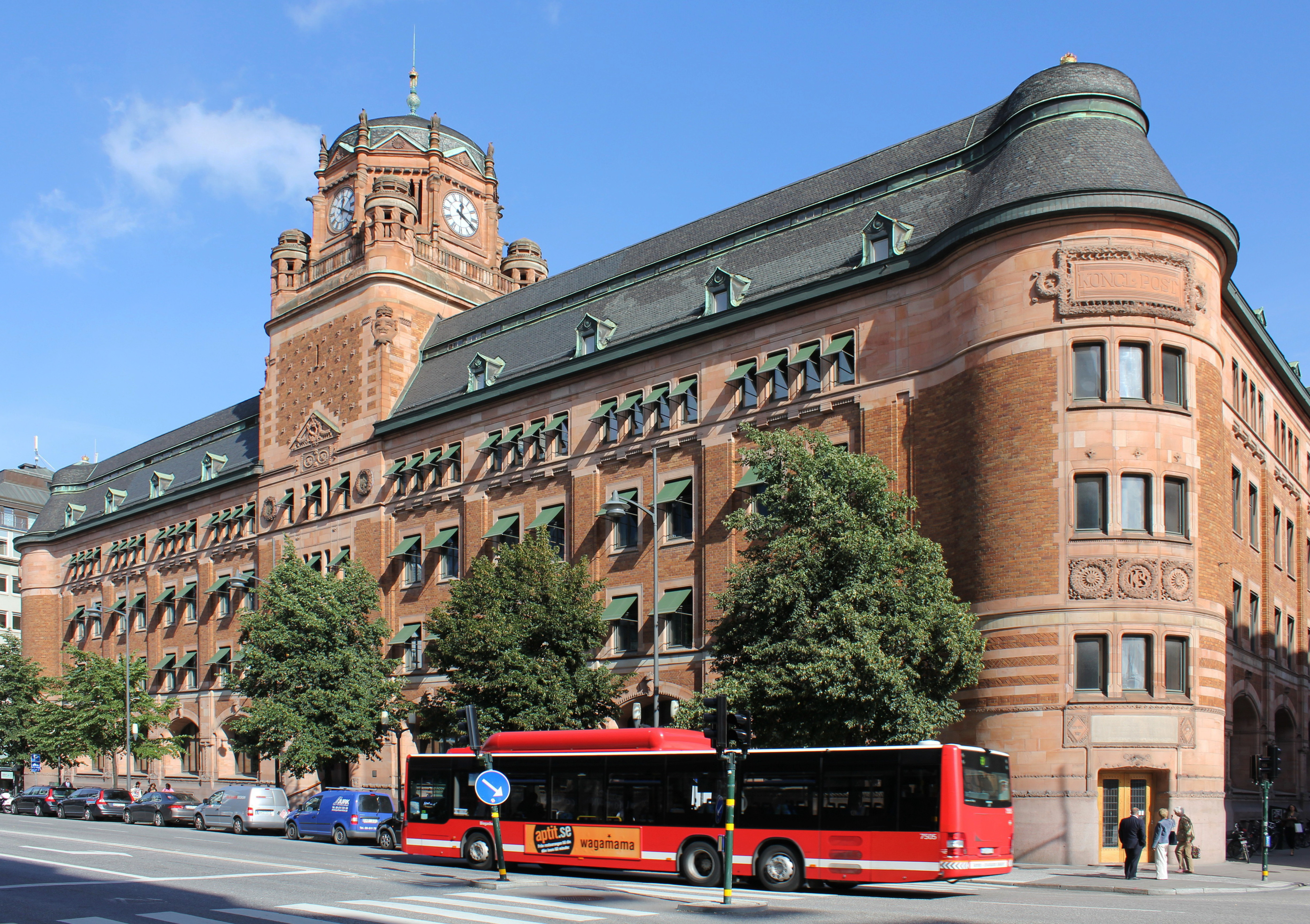
Vasagatan från sydväst.